# Владулени (Горж)
Владулени (рум. Vlăduleni) насеље је у Румунији у округу Горж у општини Балтени. Oпштина се налази на надморској висини од 159 m.

## Становништво
Према подацима из 2002. године у насељу је живело 1072 становника, од којих су сви румунске националности.